# Weronika Borissowna Dudarowa
Weronika Borissowna Dudarowa (russisch Вероника Борисовна Дударова, ossetisch Дудараты Барисы чызг Вероникӕ Dudaraty Barisy tschysg Weronikä; * 22. Novemberjul. / 5. Dezember 1916greg. in Baku, Russisches Kaiserreich, heute Aserbaidschan; † 15. Januar 2009 in Moskau, Russland) war eine sowjetische und russische Dirigentin.

## Leben
Weronika Dudarowa wuchs als Tochter einer Familie ossetischer Herkunft in Baku auf. Schon im Kindesalter erhielt sie Unterricht an der Vorschule zur Musikakademie Baku bei dem österreichischen Dirigenten Stefan Strasser. Von 1933 bis 1937 studierte sie Klavier bei Pawel Serebrjakow an der Musikfachschule des Leningrader Konservatoriums. Danach studierte sie von 1939 bis 1947 Dirigieren bei Leo Ginsburg und Nikolai Anossow am Moskauer Konservatorium. Erste Erfahrungen als Orchesterleiterin sammelte sie bereits 1944 am Zentralen Kindertheater und 1945/1946 am Opernstudio des Moskauer Konservatoriums.
Nach ihrem Studienabschluss 1947 arbeitete sie als Dirigentin, ab 1960 dann als Chefdirigentin und künstlerische Leiterin des Moskauer Staatlichen Akademischen Sinfonieorchesters und wirkte in dieser Position bis 1989. Dudarowa galt als erste Frau an der Spitze eines großen Sinfonieorchesters in der Sowjetunion. In dem schwedischen Dokumentarfilm Dirigenterna (Dirigentinnen, englisch: A Woman Is a Risky Bet: Six Orchestra Conductors, 1987) von Christina Olofson wurde sie gemeinsam mit fünf weiteren Dirigentinnen porträtiert.
1989 ging sie nach Istanbul, kehrte jedoch nach zwei Jahren wieder zurück. 1991 gründete sie ein eigenes Orchester, das Staatliche Sinfonieorchester, das spätere Sinfonieorchester Russlands. Als dessen Chefdirigentin war sie bis 2003 tätig. Auch danach blieb sie diesem Orchester als künstlerische Leiterin verbunden.
Noch mit 85 Jahren ging sie auf Tournee und gastierte 2002 u. a. mit Tschaikowskis 6. Sinfonie in der Konzerthalle der Verbotenen Stadt in Peking. An ihrem 90. Geburtstag dirigierte sie in Moskau Ravels Boléro.
Sie starb im Alter von 92 Jahren im Januar 2009 in Moskau. Ihre Grabstätte befindet sich auf dem Friedhof Trojekurowo.
Der 1986 entdeckte Asteroid 9737 Dudarova wurde nach ihr benannt.

## Schaffen
Dudarowa war international unterwegs, Tourneen führten sie u. a. nach Europa, Asien und Lateinamerika. Neben dem klassisch-romantischen Repertoire von Beethoven bis Mahler dirigierte sie insbesondere Werke russischer und sowjetischer Komponisten, darunter Tschaikowski, Rachmaninow und Mjaskowski, aber auch Kalinnikow, Ljadow, Rakow und Schebalin. Darüber hinaus förderte sie auch zeitgenössische Werke von Sofia Gubaidulina, Alfred Schnittke oder Sara Lewina und brachte Uraufführungen auf den Weg, u. a. Jelena Firsowas 1. Cellokonzert. Außerdem nahm sie mit verschiedenen Orchestern Musik zu rund 50 Kinofilmen auf, darunter Der letzte Schuss (1956), Der Idiot (1958) und Kleiner Kranich (1969).
Das von ihr gegründete Sinfonieorchester Russlands wurde nach ihrem Tod vom Kulturministerium aufgelöst.

## Trivia
Im Guinness-Buch der Rekorde ist sie als einzige Frau weltweit verzeichnet, die mehr als 50 Jahre an der Spitze großer Sinfonieorchester stand.

## Auszeichnungen
- 1958: Verdiente Künstlerin der RSFSR[2][1]
- 1960: Volkskünstler der RSFSR
- 1967: Ehrenzeichen der Sowjetunion (орден «Знак Почёта»)
- 1977: Volkskünstlerin der UdSSR
- 1980: Glinka-Staatspreis der RSFSR
- 1986: Orden der Oktoberrevolution
- 1996: Verdienstorden für das Vaterland («За заслуги перед Отечеством» III степени)
- 2006: Verdienstorden für das Vaterland («За заслуги перед Отечеством» II степени)